# Jean-Baptiste de Puisieux
Pour les articles homonymes, voir Puisieux.
Jean-Baptiste de Puisieux est un architecte français né le 19 janvier 1679 et mort le 6 février 1776. Il fut le collaborateur de Jacques-Germain Soufflot, puis du neveu de celui-ci, François Soufflot le Romain.

## Biographie
Jean-Baptiste de Puisieux était originaire des Ardennes. Il était doué pour toutes sortes de sciences mais sans fortune, et, vers 1730, il avait dû accepter la position d'intendant du vieux financier Antoine Crozat (1655-1738), marquis du Chatel, le « plus riche homme de Paris », selon Saint-Simon mais réputé d'un caractère difficile.
C'est parce que Mme Crozat, née Legendre, avait décidé de se lancer dans des spéculations immobilières qu'il apprit l'architecture afin de réviser les devis de l'architecte Pierre de Vigny et les mémoires des entrepreneurs. Grâce à un prêt des Crozat, il acquit en 1733 un modeste office d'expert-bourgeois.
Lorsque Jacques-Germain Soufflot engagea le chantier de l'église Sainte-Geneviève, Puisieux devint son vérificateur. En 1757, il établit le descriptif général de l'édifice. Même devenu très âgé, il continua à suivre les travaux auprès des collaborateurs de Soufflot, Maximilien Brébion et Jean-Baptiste Rondelet.
En 1756, quand Soufflot, architecte de Notre-Dame de Paris démolit pour les reconstruire la sacristie du Chapitre et lé trésor de l'évêque Maurice de Sully, Puisieux fit un relevé de ces bâtiments gothiques qui a été conservé parmi les minutes des experts des Bâtiments du Roi et dont l'archiviste Adolphe Berty prit vers 1860 un calque à l'intention de Viollet-le-Duc, chargé de reconstruire les bâtiments de Soufflot, et qui l'a fait graver dans son Dictionnaire raisonné de l’architecture française du XIe au XVIe siècle, tome VIII, article « Sacristie ».
En 1757, Puisieux tenait une école d'architecture rue du Martroi à 12 livres par mois et donnait des leçons en ville à 24 livres. Il publia en 1765 des Éléments de géométrie. « Il fréquentait la Cabale (sic), pratiquait la pharmacie et l'alchimie. D'une générosité légendaire parmi les habitants de la montagne Sainte-Geneviève, il y distribuait un collyre à ceux qui souffraient des yeux. Il a laissé une recette pour faire avec de l'étain de Cornouaille de l'argent. Puisieux ne devint jamais riche, mais il accéda aux plus hautes dignités de la franc-maçonnerie. En 1771, il présidait la Grande Loge de France comme doyen des vénérables de Paris. »
Un Puisieux le Jeune a publié des Élévations de cheminées dans le goût antique, Plans et élévations de portes cochères, Autels.

### Sources
- Michel Gallet, Les architectes parisiens du XVIIIe siècle, Paris, Éditions Mengès, 1995  (ISBN 2856203701)